# رایان دولان
رایان دولان (انگلیسی: Ryan Dolan؛ زاده ۲۲ ژوئیهٔ ۱۹۸۵) یک موسیقی‌دان اهل ایرلند است. وی از سال ۲۰۱۲ میلادی تاکنون مشغول فعالیت بوده‌است. در سال ۲۰۱۳ دولان نماینده ایرلند در مسابقه آواز یوروویژن ۲۰۱۳ بود.